# Via XIX
La via XIX era una calçada romana creada durant el mandat d'August. Apareix en l'Itinerari d'Antoni i unia les ciutats de Bracara Augusta (Braga) i Asturica Augusta (Astorga), passant per Ponte de Lima, Tude (Tui), Turoqua (Pontevedra), Aquis Celenis (Caldas de Reis), Iria Flavia, Martiae (Marzán) i Lucus Augusti (Lugo)

## Itinerari
Llista d'aturades (mansiones). Els números romans indiquen les milles entre aturades:
- Bracara Augusta (Braga)
- Limia, XVIIII (Ponte de Lima)
- Tude, XXIIII (Tui)
- Burbida, XVI (Borbén? Saxamonde? Pontevedra)
- Turoqua, XVI (Tourón? Saxamonde? Pontevedra)
- Aquis Celenis, XXIIII (Caldas de Reis? Cuntis?)
- Tría/Pria, XII (Iria Flavia?)
- Asseconia, XIII (?)
- Brevis, XXII (?)
- Marcie/Pons Martiae, XX (?)
- Luco Augusti, XIII (Lugo)
- Timalino/Talamine, XXII (Vilartelín)Miliari modern que indica el recorregut de la via romana XIX a Conturiz.

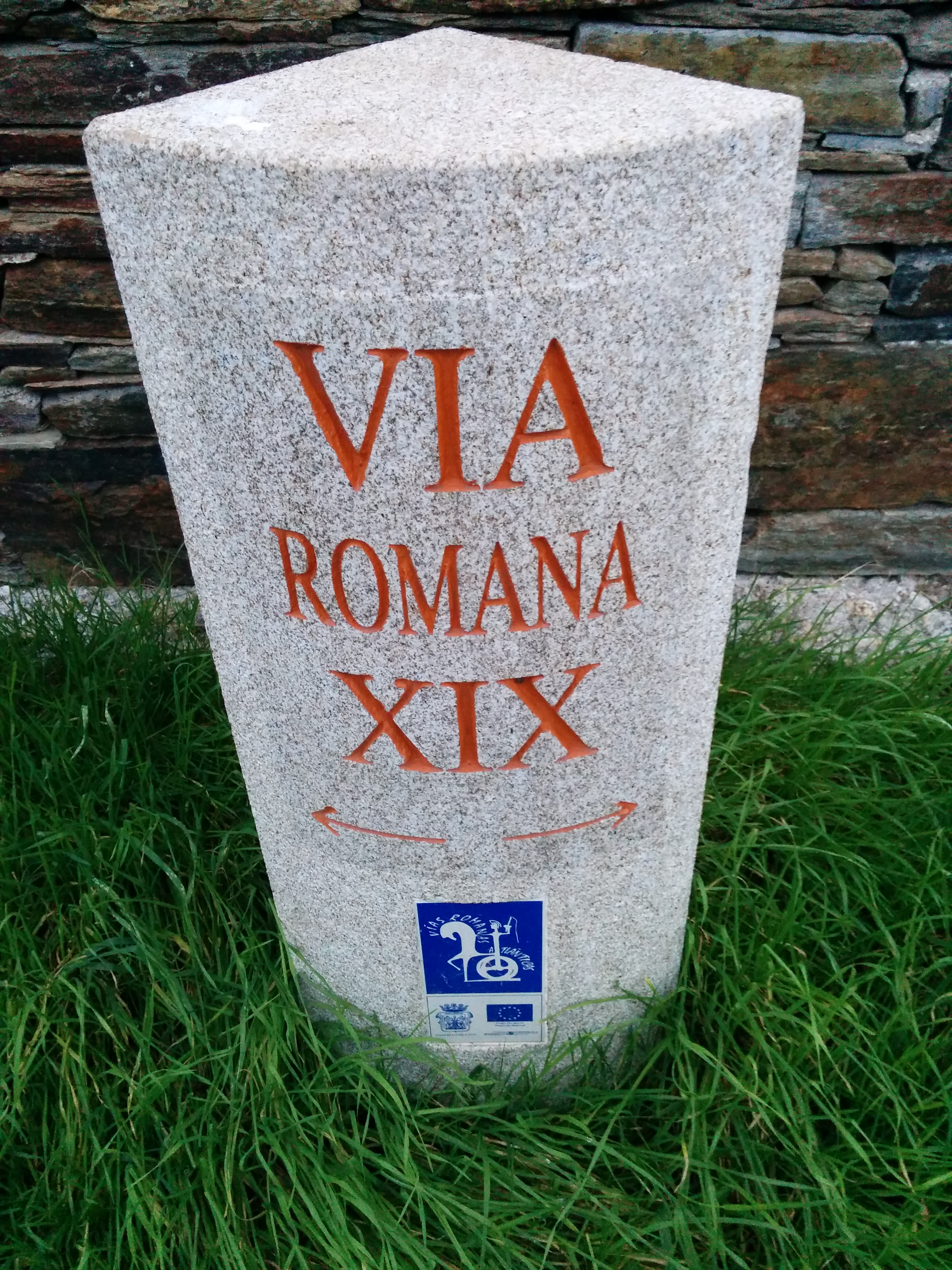
Miliari modern que indica el recorregut de la via romana XIX a Conturiz.

- Ponte Naviae, XII (Pontes de Gatín?)
- Uttaris, XX (Ruitelán, Veiga de Valcarce)
- Bergido, XVI (Pieros, Cacabelos)
- Interamnio Flavio, XX (Bembibre)
- Asturica, XXX (Astorga)